# Grbl
Grbl is open source firmware voor een cnc-machine of 3D-printer. Een voorbeeld van een cnc-machine waarin Grbl gebruikt wordt is de in China gemaakte 3018. Grbl draait op een microcontroller of Arduino. Grbl accepteert opdrachten die via een usb-poort (emulatie seriële poort) worden aangeboden vanuit een pc waarop een programma draait zoals Grblcontrol, Candle of UGS en stuurt de stappenmotoren van de machine aan. De opdrachten, ook wel genoemd G-code, betreffen o.a. het uitvoeren van een beweging in X, Y of Z-richting en het aan- of uitzetten van de spindel-motor. Grbl heeft een kleine buffer voor enkele opdrachten vooruit maar het gehele programma bevindt zich normaliter op de pc. Losse opdrachten kunnen ook door de gebruiker rechtstreeks worden ingevoerd. Grbl meldt voortdurend de actuele toestand (waaronder de actuele positie) terug aan de pc.
Opdrachten die Grbl accepteert zijn:
- G0: Snelle beweging
- G1: Beweging met een gecontroleerde snelheid in een rechte lijn
- G2: Kloksgewijze beweging in een cirkelsegment
- G3: Beweging in een cirkelsegment tegen de klok in
- G4: Pauze
- G10 L2: Instellen werkcoördinaten voor G54 t/m G59
- G10 L20: Instellen werkcoördinaten; huidige positie wordt de opgegeven positie
- G17: Werken in het x-y vlak
- G18: Werken in het x-z vlak
- G19: Werken in het y-z vlak
- G20: Werken in inch
- G21: Werken in mm
- G28, G30: Ga naar voorgedefinieerde positie
- G28.1, G30.1: Definieer een positie
- G38.2: Voelen waar het werkstuk zich bevindt (Probing)
- G38.3, G38.4, G38.5: Probing
- G40: Uitschakelen compensatie snijstraal
- G43.1, G49: Dynamische gereedschaplengteoffset
- G53: Werk in absolute coordinaten
- G54, G55, G56, G57, G58, G59: Werk-coordinaatsystemen
- G61: Padbesturingsmodus
- G80: Opheffen bewegingsmodus
- G90: Absolute modus
- G91: Incrementele modus
- G91.1: Incrementele modus voor parameters I, J en K
- G92 en G92.1: Instellen van de oorsprong van het coördinatensysteem
- G93, G94: Instellen van de snelheid van beweging
- M0, M2, M30: Programma pauzeren en beëindigen
- M3: Spindelmotor aan, beweging met de wijzers van de klok mee
- M4: Spindelmotor aan, beweging tegen de wijzers van de klok in
- M5: Spindelmotor uit
- M7: Koelnevel aan (opdracht alleen beschikbaar indien indien aangezet in de code)
- M8: Koelmiddel aan
- M9: Koelmiddel en -nevel uit
- M56: Parking Motion Override Control  (indien aangezet in de code)

Grbl is tussen 2009 en 2019 geschreven in C door Simen Svale Skogsrud en Sungeun "Sonny" Jeon Ph.D.